# Caio Júlio Vero Máximo
Caio Júlio Vero Máximo (latim: Gaius Iulius Verus Maximus; 217/220 – Aquileia, 10 de Maio de 238) foi César do Império Romano de 236 até à sua morte, sob o seu pai Maximino Trácio.

## Biografia
Maximo era filho de Maximino Trácio e de Cecília Paulina. Em 236, um ano depois da sua ascensão ao trono, o seu pai nomeou-o princeps iuventutis (Príncipe da Juventude) e César do Império Romano.
Estava com o pai na fronteira Danubiana quando, em 238, o senado romano declarou Maximino inimigo do Estado, nomeando Pupieno e Balbino como imperadores. Maximino e Máximo voltaram à Itália, mas Aquileia fechou-lhes as portas, provocando um cerco sangrento e inútil. As suas tropas, sofrendo devida à fome e doenças, tornaram-se hostis. Soldados da II Legião Parthica rasgaram as imagens das insígnias militares deles, para declarar a sua deposição, e depois assassinaram pai e filho.
As suas cabeças empaladas foram levadas para Roma por mensageiros a cavalo, enquanto os seus corpos foram mutilados e dados aos cães, uma poena post mortem. O Senado elegeu Gordiano III como imperador e ordenou a damnatio memoriae de Maximino e Máximo.